# Edwardsina gigantea
Edwardsina gigantea је инсект из реда Diptera и породице Blepharoceridae.

## Распрострањење
Ареал врсте је ограничен на једну државу. Аустралија је једино познато природно станиште врсте.

## Угроженост
Ова врста се сматра угроженом.